# Sijtje Aafjes
Sijtje Antje Agatha Johanna Aafjes (* 22. August 1893 in Amsterdam; † 16. April 1972 in Rotterdam) war eine niederländische Kindergärtnerin und Illustratorin.

## Leben
Sijtje Aafjes war die Tochter des Lebensmittelhändlers Anthonius Pieter Aafjes (1864–1934) und Margje van der Heijden (1871–1934). Sie lebte mit ihren Eltern und ihrer älteren Schwester Jo (1891–1972) 1899 in Zaandam, danach in Amsterdam und ab 1913 in der Noordblaak 55 in Rotterdam.
In Rotterdam begann Sijtje Aafjes 1913 als Kindergärtnerin zu arbeiten und war ab 1919 an der „Openbare Bewaarschool“ in der Tolhuisstraat auf der Rotterdamer Halbinsel Katendrecht beschäftigt. Zu dieser Zeit  entwickelte sie sich größtenteils autodidaktisch zur bildende Künstlerin, malte Aquarelle, schuf Illustrationen für Bücher und Zeitschriften, zeichnete und malte. Zusätzlich zu ihrer Arbeit in der Schule belegte Sijtje Aafjes zwei Jahre lang einen Kurs im anatomischen Zeichnen bei Alexander Henri Robert van Maasdijk an der Willem de Kooning Academie in Rotterdam. Für ihre zahlreichen Blumen- und Pflanzenzeichnungen besaß sie eine umfangreiche Sammlung wilder Pflanzen.
1931 zog die Familie in die Rochussenstraat 393a, wo die Eltern beide im Laufe des Jahres 1934 starben. Sijtje und ihre Schwester Jo, die als Lehrerin an einer Industrieschule in Schiedam arbeitete, wohnten danach in der Schiedamschesingel 132b. Nachdem das Haus während der Bombardierung Rotterdams am 14. Mai 1940 getroffen wurde, fanden die Schwestern in der Dr. De Visserstraat 159 ihren dauerhaften Wohnsitz. Sijtje Aafjes starb dort kurz nach ihrer Schwester im April 1972.

## Werk
Sijtje Aafjes signierte Arbeiten aus ihrem Frühwerk um 1912 noch mit vollständigem Namen, später verwendete sie zunehmend ihr Monogramm mit den Initialen S und A. Werke von Sijtje Aafjes befinden sich im Literatuurmuseum und dem Meermanno Museum in Den Haag.
Sijtje Aafjes illustrierte hauptsächlich Kinder- und Mädchenbücher. 1917 schloss sie mit dem Verlag „G.B. van Goor & Zonen“ einen Fünfjahresvertrag, der ihr einen festen vierteljährlichen Betrag einbrachte. Herausgeber Jacob Meinhard Noothoven van Goor begleitete sie in ihrer Entwicklung als Illustratorin und vermittelte einen Kontakt zu Berhardina Midderigh-Bokhorst, die ihr Hilfestellung gab. Neben der Arbeit für Van Goor nahm Sijtje Aafjes auch Aufträge anderer Verleger an, etwa von Kluitman in Alkmaar. Daneben fertigte sie aber auch Illustrationen für Postkarten an und entwarf Bucheinbände und Schutzumschläge, wie etwa für „Pas op school“ von Wilhelmina Blokker. Bis 1938 erschienen Kindermodeentwürfe von Sijtje Aafjes in der Zeitschrift „De Vrouw en haar huis“. Sie illustrierte die Jugendzeitungen „Ons Thuis“, „Zonneschijn“ und war von 1930 bis 1933 eine der bedeutendsten Illustratoren von „Kiekeboe“, einer von De Haan herausgegebenen Wochenzeitschrift für Kinder. Während die Zeichnungen in Büchern für ältere Kinder ganzseitig und detailreich waren, gestaltete Aafjes die Bilder für jüngere Altersgruppen schlichter, klar strukturiert und mit weniger Tiefe. Außerdem veröffentlichte sie mit „Voor broertjes en zusjes“ 1921 und „Wie leest en kijkt mee, de versjes en prentjes van ’t ABC“ 1923 eigene Kinderbücher.